# Tamara Manina
Tamara Ivanovna Manina (Russisch: Тамара Ивановна Манина) (Petrozavodsk, 5 september 1934) is een voormalig turnster uit de Sovjet-Unie. 
Manina won tijdens de Olympische Zomerspelen 1956 in het Australische Melbourne de gouden medaille in de landenwedstrijd en zilver op sprong en balk en de bronzen medaille in de landenwedstrijd draagbaar gereedschap.
Tijdens de wereldkampioenschappen 1958 in eigen land won Manina de wereldtitel in de landenwedstrijd en zilver op sprong en brons in de meerkamp.
Manina was geselecteerd voor de Olympische Zomerspelen 1960 in het Italiaanse Rome, maar raakte twee dagen voor de wedstrijd geblesseerd aan haar knie waardoor zij niet kon deelnemen.
In 1962 prolongeerde Manina samen met haar ploeggenoten de wereldtitel in de landenwedstrijd, individueel won zij de bronzen medaille op sprong.
Manina nam deel aan de Olympische Zomerspelen 1964 in het Japanse Tokio en behaalde daar de gouden medaille in de landenwedstrijd en zilver op balk.

## Resultaten

### Olympische Zomerspelen
| Jaar | Plaats    | Resultaten                                                                             |
| ---- | --------- | -------------------------------------------------------------------------------------- |
| 1956 | Melbourne | landenwedstrijd sprong balk landenwedstrijd draagbaar gereedschap 6e meerkamp 6e vloer |
| 1964 | Tokio     | landenwedstrijd balk 14e meerkamp                                                      |

### Wereldkampioenschappen
| Jaar | Plaats | Resultaten                                                         |
| ---- | ------ | ------------------------------------------------------------------ |
| 1958 | Moskou | Landenwedstrijd · sprong · meerkamp · 4e balk · 5e brug · 5e vloer |
| 1962 | Praag  | Landenwedstrijd · sprong · 5e meerkamp                             |